# Partidul Pirat din Germania
Partidul Pirat din Germania (în germană: „Piratenpartei Deutschland” sau „PIRATEN”) este un partid politic german fondat după modelul Piratpartiet din Suedia. Programul Partidului Piraților constă, în special, în susținerea libertății și a legalizării circulației schimbului de fișiere necomerciale prin Internet.

## Președintele
- septembrie 2006 - mai 2007: Christof Leng
- mai 2007 - mai 2008: Jens Seipenbusch
- mai 2008 - iulie 2009: Dirk Hillbrecht
- iulie 2009 - mai 2011: Jens Seipenbusch
- mai 2011 - aprilie 2012: Sebastian Nerz
- aprilie 2012 - noiembrie 2013: Bernd Schlömer
- noiembrie 2013 - iunie 2014: Thorsten Wirth
- iunie 2014 - august 2016: Stefan Körner

## Rezultatele la alegeri
- Alegeri pe landuri din 2008
  - Hessa: 0,3 %
  - Hamburg: 0,2 %
- Alegeri pe landuri din 2009
  - Hessa: 0,5 %
  - Saxonia: 1,9 %[6]
- Alegerile pentru Parlamentul European 2009
  - 0,9 % în Germania
- Alegeri municipale din 2009
  - Münster: 1,55 % (1 loc)[6]
  - Aachen: 1,75 % (1 loc)[6]
- Alegerile federale germane, 2009: 2,0 %[7]
- Alegeri pe landuri 2011
  - Berlin: 8,9 %
- Alegeri pe landuri 2012
  - Renania de Nord - Westfalia: 7,8 %
  - Saarland: 7,4 %
  - Schleswig-Holstein: 8,2 %

## Evoluția numărului de membri

Numărul de membri ai Piraților